# Setaria cervi
Setaria cervi är en rundmaskart. Setaria cervi ingår i släktet Setaria, och familjen Setariidae. Arten är reproducerande i Sverige.